# Lena Johansson (höjdhoppare)
Lena Johansson, född 1979, är en svensk före detta friidrottare (höjdhopp). Hon vann SM-guld inomhus år 2002.

## Personliga rekord
| Utomhus - Höjdhopp – 1,78 (Gävle 18 juli 2003) Inomhus - Höjdhopp – 1,80 (Malmö 16 februari 2002) - Höjdhopp – 1,80 (Malmö 17 februari 2002) - Höjdhopp – 1,80 (Glasgow, Storbritannien 9 mars 2002) |